# Ekkapan Jandakorn
 Ekkapan Jandakorn  (thailändisch เอกพันธ์ จันดากรณ์, * 17. Januar 1986 in Sisaket) ist ein ehemaliger thailändischer Fußballspieler.

## Karriere
Das Fußballspielen erlernte Ekkapan Jandakorn in der Jugendmannschaft des Sisaket FC in Sisaket. Hier unterschrieb er 2008 auch seinen ersten Vertrag. Nach 83 Spielen  wechselte er Mitte 2012 zum Erstligisten Army United nach Bangkok.  2014 kehrte er wieder nach Sisaket zurueck. Hier spielte er bis Anfang 2017. 
Am 21. Februar 2017 wurde Ekkapan Jandakorn wegen Spielmanipulationen in mehreren Ligaspielen angeklagt. Er wurde von der königlichen thailändischen Polizei festgenommen und lebenslang vom Fußball gesperrt.